# 都市閒情
《都市閒情》（英語：Pleasure & Leisure）是香港電視廣播有限公司1992年2月5日至2018年9月28日製作播出的清談資訊節目，曾於星期一至星期五13:25至14:10在翡翠台播出，內容圍繞時事、健康、烹飪、生活享受、韓流、藝術表演等元素，每集均會邀請不同嘉賓講解有關專題，名人、藝員或歌手訪問等。
本節目的烹飪環節《今晚食乜餸》深入民心，本節目開播時，繼續秉持傳統，是由李曾鵬展女士（李太）和李錦聯先生擔任主持輪流炮製新食譜。該環節經常得到不同食品或廚具品牌冠名贊助，主持人會為有關產品特別設計適合的菜式和做法，為觀眾帶來新鮮感。李曾鵬展女士於1995年移居外地後，聘用了黃婉瑩小姐（Annie）接替其位。2000年代中，隨著香港人逐漸注重健康飲食的重要性，英國註冊營養師陳國賓先生（Leslie）遂成為此環節的主持人之一。
該節目停播前以16:9高清（星期一至五）解像度攝製節目。節目亦於myTV提供節目重溫。由2015年5月29日至2018年9月28日，節目播出時同時於myTV SUPER直播。

## 節目歷史
本節目於1992年2月5日首播，繼承了前婦女節目《婦女新姿》的功能。由於本節目啟播當天為農曆壬申猴年正月初二日，故本節目以每年農曆正月初二為週年紀念日。
該節目在啟播的初期以現場直播形式製作。1993年，在綜藝及資訊文教科節目重組中，《香港早晨》轉型為新聞節目，有關節目主持人轉投至《都市閒情》。1997年，部門初現裁員潮，主持人楊瑞麟被電視台以其宗教信仰婉拒主持風水節目，未能配合節目流程，遭到即時解僱。隨後，節目時間亦由原有50分鐘縮減一成時間至每集45分鐘。
為配合香港數碼地面電視廣播，該節目亦於2008年1月開始以16:9標清解像度攝製節目，並由2008年11月中起，於myTV提供節目重溫。由2015年5月29日起，節目播出時同時於myTV SUPER直播。
2018年9月3日，節目增至固定50分鐘，回復1997年前的情況，唯2016年8月至9月期間曾經短暫試驗延長至50分鐘，但之後改回45分鐘。
2018年9月10日，傳出節目將於10月停播，由暫名為《Big City Shop》新節目頂替，以廣告雜誌形式介紹Big Big Shop內售賣產品。無綫電視助理總經理（非戲劇製作）余詠珊希望改版後可讓節目再摩登一點，吸引更多廣告。
2018年9月28日播放節目最後一集，同年10月1日起由性質類似的新節目《流行都市》取代，播放時間正式回復固定50分鐘。

## 歷任主持
- 男主持：盧念國†、鄺佐輝†、曾近榮†、黃桂林、楊瑞麟、朱維德、傅劍虹、黃子恆、羅貫峰、朱滙林、朱敏瀚
- 女主持：李琳琳、趙學而、劉文娟、陳寶儀、譚淑梅、鄭瑞芬、余文詩、溫裕紅†、康子妮、鍾沛枝、譚小環、黃宇詩、羅敏莊、劉錦玲、江芷妮、鍾淑慧、張慧儀[6]
- 固定廚師：李曾鵬展†、李錦聯[7]、紀曉華

（†）為已去世

## 末任主持
- 男：安德尊、章志文、焦浩軒、蘇晉霆、張景淳
- 女：宋芝齡、林淑敏、姚嘉妮、劉彩玉、彭慧中
- 廚藝專家：黃婉瑩、陳國賓、黃亞保、蕭秀香

## 播映時間
- 本節目每逢周一至周五，以4:3（模擬廣播）／16:9（數碼廣播）在翡翠台播放[8]，播出時間為13:25至14:10[9]。

## 歷年片頭

2004年－2008年
2008年－2013年5月31日
2013年6月3日至2018年9月28日

片頭音樂改編自約翰·塞巴斯蒂安·巴赫《意大利協奏曲》（BWV 971）第三樂章急板。

## 主題及環節
本節目在不同範疇出現過的經典環節，內容離不開節目的主題。
每逢農曆新年期間，本節目的週年紀念特備節目均會邀請現場觀眾參與，以遊戲方式和觀眾作近距離接觸。當日的節目設有主持、藝員和歌手們的歌舞表演，堪輿學家現場講解生肖運程，財神派利是等環節。
- 星期五：小週末大派對
- 真情接觸星期一
- 健康人生星期一
- 健康掃瞄星期一/二
- 社會熱話星期一/二
- 都市Hot Talk 星期二
- 玄來有你星期二
- 運轉乾坤星期三
- 忙裡偷閒星期三
- 息息相關星期三
- 齊齊增值星期四
- 有玩有食星期五/過Friday
- 登堂入室

一個介紹室內設計的環節，每星期邀請一位名人或藝人嘉賓，帶觀眾參觀他們的居所，講解家中佈局的設計意念和物件擺放位置背後的原因，能夠給觀眾參考外，亦可對嘉賓作多方面了解。
- 萬元巨獎送大禮

遊戲環節，主持人在每集節目完結前，發問一條與該集節目有關的問題，家庭觀眾可以郵寄方式參加，答對一星期五集所有問題的觀眾，有機會在下周五同時段被抽出，得到合共逾港幣10,000元獎金和獎品。
- 花芝招展
- 每周fit一fit
- 鬥戲連唱鬥一番

演藝比拼環節，每星期邀請兩位對演藝有興趣的觀眾，通過劇情模仿和歌藝表演後，由當天的嘉賓裁判決定誰人勝出，後來加入現場觀眾評分。此環節因2001年9月7日的參賽者「阿舜」表現異常突出，網絡觀眾把該片段上載至短片分享網站YouTube，成為2009年五段最高點擊率的香港短片之一，引起廣泛關注而聲名大噪。
- 會考全攻略
- 食勻全港
- 上樓睇風水
- 宜同不宜
- 健哥新寵
- 跟『李』學太極
- 潮流景點：介紹適合年輕人的時尚潮流文化，由張景淳擔任主持。
- 運動通識站
- 安齡暑假冇時停
- 星期一：週一都市焦點、今晚食乜餸
- 星期二：健康解碼、今晚食乜餸
- 星期三：今晚食乜餸
- 星期四：今晚食乜餸
- 星期五：廚師顯廚藝、上門教煮餸、今晚食乜餸

## 外部連結
- myTV節目重溫 （页面存档备份，存于）

## 電視節目的變遷
| 無綫電視翡翠台 星期一至五13:20/13:25-14:10 | 無綫電視翡翠台 星期一至五13:20/13:25-14:10 | 無綫電視翡翠台 星期一至五13:20/13:25-14:10 |
| ------------------------------------------ | ------------------------------------------ | ------------------------------------------ |
|                                            | 都市閒情 （1992年2月5日－2018年9月28日）   |                                            |
| 婦女新姿 （1981年9月7日－1992年2月1日）    | 流行都市 （2018年10月1日－）               |                                            |